# Cítov
Cítov – gmina w Czechach, w powiecie Mielnik, w kraju środkowoczeskim. Według danych z dnia 1 stycznia 2013 liczyła 1 037 mieszkańców.
W miejscowości jest przystanek kolejowy Cítov.